# Hervé de Luze
Hervé de Luze (1949) è un montatore francese.

## Biografia
È collaboratore abituale dei registi Roman Polański e Claude Berri.
Ha vinto tre volte il Premio César per il miglior montaggio (su nove candidature complessive): nel 1998 per Parole, parole, parole..., nel 2007 per Ne le dis à personne e nel 2011 per L'uomo nell'ombra.
È stato candidato all'Oscar al miglior montaggio per Il pianista.

## Filmografia
- Le più belle truffe del mondo (Les plus belles escroqueries du monde), episodio La Rivière des diamants, regia di Roman Polański (1964)
- La ville-bidon, regia di Jacques Baratier (1971) (TV)
- Pourquoi?, regia di Anouk Bernard (1977)
- Jeune proie pour mauvais garçons, regia di Norbert Terry (1977)
- Et... Dieu créa les hommes, regia di Jean-Étienne Siry (1978)
- Le maître d'école, regia di Claude Berri (1981)
- Due ore meno un quarto avanti Cristo (Deux heures moins le quart avant Jésus-Christ), regia di Jean Yanne (1982)
- Ciao amico (Tchao Pantin), regia di Claude Berri (1983)
- Pirati (Pirates), regia di Roman Polański (1986)
- Jean de Florette, regia di Claude Berri (1986)
- Manon delle sorgenti (Manon des sources), regia di Claude Berri (1986)
- Giochi d'artificio (Jeux d'artifices), regia di Virginie Thévenet (1987)
- Un prete da uccidere (To Kill a Priest), regia di Agnieszka Holland (1988)
- Uranus, regia di Claude Berri (1990)
- Luna di fiele (Bitter Moon), regia di Roman Polański (1992)
- Germinal, regia di Claude Berri (1993)
- La morte e la fanciulla (Death and the Maiden), regia di Roman Polański (1994)
- Le garçu, regia di Maurice Pialat (1995)
- Lucie Aubrac - Il coraggio di una donna (Lucie Aubrac), regia di Claude Berri (1997)
- Parole, parole, parole... (On connaît la chanson), regia di Alain Resnais (1997)
- Zonzon, regia di Laurent Bouhnik (1998)
- Asterix & Obelix contro Cesare (Astérix et Obélix contre César), regia di Claude Zidi (1999)
- La nona porta (The Ninth Gate), regia di Roman Polański (1999)
- La débandade, regia di Claude Berri (1999)
- Il gusto degli altri (Le goût des autres), regia di Agnès Jaoui (2000)
- Esther Kahn, regia di Arnaud Desplechin (2000)
- Liberté-Oléron, regia di Bruno Podalydès (2001)
- Il pianista (The Pianist), regia di Roman Polański (2002)
- 24 ore nella vita di una donna (24 heures de la vie d'une femme), regia di Laurent Bouhnik (2002)
- Body Snatch (Corps à corps), regia di François Hanss (2003)
- Le Mystère de la chambre jaune, regia di Bruno Podalydès (2003)
- Mai sulla bocca (Pas sur la bouche), regia di Alain Resnais (2003)
- Bienvenue en Suisse, regia di Léa Fazer (2004)
- Les soeurs fâchées, regia di Alexandra Leclère (2004)
- Oliver Twist, regia di Roman Polański (2005)
- Le parfum de la dame en noir, regia di Bruno Podalydès (2005)
- Cuori (Coeurs), regia di Alain Resnais (2006)
- Non dirlo a nessuno (Ne le dis à personne), regia di Guillaume Canet (2006)
- L'invité, regia di Laurent Bouhnik (2007)
- Whatever Lola Wants, regia di Nabil Ayouch (2007)
- Kabuli Kid, regia di Barmak Akram (2008)
- Staten Island, regia di James DeMonaco (2009)
- Gli amori folli (Les Herbes folles), regia di Alain Resnais (2010)
- L'uomo nell'ombra (The Ghost Writer), regia di Roman Polański (2010)
- Carnage, regia di Roman Polański (2011)
- Gli imperdonabili, regia di André Téchiné (2011)
- Blood Ties - La legge del sangue (Blood Ties), regia di Guillaume Canet (2013)
- L'ufficiale e la spia (J'accuse), regia di Roman Polański (2019)
- Notre-Dame du Nil, regia di Atiq Rahimi (2019)
- 8 Rue de l'Humanité, regia di Dany Boon (2021)
- The Palace, regia di Roman Polański (2023)